# Pedro Luiz Napoleão Chernoviz
Pedro Luiz Napoleão Chernoviz, Piotr Ludwik Napoleon Czerniewicz (ur. 11 września 1812 w Łukowie, zm. 31 sierpnia 1881 w Paryżu) – brazylijski lekarz polskiego pochodzenia, autor wielu wydań brazylijskiego podręcznika farmakologii i receptury.
Był synem oficera, wychowywał w Warszawie. Uczęszczał do szkoły prowadzonej przez zakon pijarów w Warszawie, w 1829 złożył egzamin kwalifikacyjny i zapisał się 2 września tego samego roku na Wydział Prawa Uniwersytetu Warszawskiego. W następnym roku wziął udział w powstaniu listopadowym; a po jego upadku emigrował do Francji. W Montpellier ukończył studia medyczne. Praktykował w Nîmes, w 1837 r. otrzymał stopień doktora medycyny na podstawie dysertacji Diagnostic spécial et différentiel des tumeurs du scrotum. Przez pewien czas praktykował w Génolhac, a potem w szpitalu wojskowym Val-de-Grâce w Paryżu. W 1840 wyemigrował do Brazylii i osiadł w Rio de Janeiro.
W 1841 opublikował podręcznik farmakologii i receptury Formulário ou guia médico, który zdobył dużą popularność. W 1851 ukazało się drugie wydanie w trzech tomach; w 1852 trzecie; w 1878 piąte; w 1890 szóste. Książka znajdowała się podobno w niemal każdej aptece i drogerii. Afrânio Peixoto w swojej recenzji tego dzieła pisał, że „w Brazylii jest więcej podręczników Chernoviza niż Biblii”. Autor określany był jako „jeden z najznakomitszych lekarzy Brazylii drugiej połowy zeszłego stulecia” (Carlos da Silva Araujo, 1936). Dzięki tej książce Chernoviz dorobił się znacznego majątku.
Został odznaczony Komandorią Orderu Chrystusa, a Pedro II przyznał mu tytuł Komandora Orderu Róży.
W 1844 ożenił się z pochodzącą z Francji Julie Bernard, mieli jedenaścioro dzieci. W 1855 wrócił do Francji i zamieszkał w Paryżu. Zmarł 31 sierpnia 1881 w Paryżu, pochowany jest w grobowcu rodzinnym na cmentarzu Passy.
W 1908 na jego cześć nazwano ulicę w Paryżu (Rue Chernoviz).

## Prace
- Diagnostic spécial et différentiel des tumeurs du scrotum. (Faculdade de Medicina de Montpellier), Montpellier, 1837
- Formulário ou guia médico. Rio de Janeiro: Tipografia Nacional, 1841
- Diccionário de Medicina Popular e das Ciências Acessórias para Uso das Famílias. 1842
- Listy z Brazylii. Biblioteka Warszawska, 1842
- História Natural para Meninos e Meninas. Paris, 1862